# Naturrodelbahn Lahnwiesen
Die Naturrodelbahn Lahnwiesen oder einfach Lahnwiesenbahn ist eine 908 Meter lange Rodelbahn in Latzfons, einer Fraktion der Gemeinde Klausen in Südtirol (Italien).

## Geschichte
Die Naturrodelbahn Lahnwiesen (Rodelzentrum Latzfons) wurde 1988 gebaut und ein Jahr später erweitert und benutzt. Im selben Jahr fand auf dieser Bahn die erste Italienmeisterschaft im Naturbahnrodeln statt. In den 90er Jahren wurden die Bahn verkürzt und der Zielbereich umgestaltet. Von 2003 bis 2004 wurde die gesamte Bahn komplett umgebaut: Die Breite wurde verändert, damit parallel zur Bahn ein Zufahrtsweg Platz hat, die Kurven wurden angepasst, die Infrastruktur des Start- und Zielbereichs wurde neu errichtet. Außerdem wurde die Bahnbeleuchtung installiert. Am 9. Januar 2005 fand die offizielle Einweihung der neuen Naturrodelbahn statt. Im Februar 2005 fand bereits das erste Weltcuprennen im Naturbahnrodeln statt. Weitere Weltcuprennen wurden im Jahr 2010 und 2012 ausgetragen. Jährlich erfolgen Instandhaltungsarbeiten. Im Jahr 2013 fand die erste Sportrodel-Europameisterschaft und schließlich 2019 die 22. FIL Naturbahnrodel-Weltmeisterschaft statt.